# Жунчан
Жунчан (кит. упр. 荣昌, пиньинь Róngchāng) — район городского подчинения города центрального подчинения Чунцин (КНР).

## Климат
Климат в Жунчане влажный субтропический муссонный, среднегодовое количество осадков 1099 мм, среднегодовая температура +17,8ºС, безморозный период составляет 327 дней, максимальная зафиксированная температура +39,9ºС (в 1972 году), минимальная майская температура −3,4ºС (1975). В год насчитывается 1282 солнечных часов.

## История
Уже при империи Хань на этих землях были созданы уезды Цзянъян (江阳县) и Ханьань (汉安县).
При империи Тан в 758 году была образована область Чан (昌州), в состав которой вошли уезды Чанъюань (昌元县), Цзиннань (静南县) и Дацзу (大足县), при этом органы управления уездом Чанъюань разместились на месте нынешнего Жунчана. Со временем туда перебрались и власти области Чан. При империи Мин в связи с тем, что в Чанъюане находились органы власти как области Жун (荣州), так и области Чан, он был переименован в уезд Жунчан.
После образования КНР уезд Жунчан поочерёдно входил в состав специальных районов Пишань (壁山专区) и Цзянцзинь (江津专区) и округа Юнчуань (永川地区) провинции Сычуань. В 1983 году округ Юнчуань был расформирован, а уезд Жунчан передан под юрисдикцию Чунцина.
28 апреля 2015 года уезд Жунчан был преобразован в район городского подчинения.

## Административное деление
Уезд Жучан делится на 6 уличных комитетов и 15 посёлков.

Уличные комитеты: Чанъюань (昌元街道), Чанчжоу (昌州街道), Гуаншунь (广顺街道), Фэнгао (峰高街道), Шуанхэ (双河街道), Аньфу (安富街道).

Посёлки: Чжишэн (直升镇), Лукун (路孔镇), Цинцзян (清江镇), Жэньи (仁义镇), Хэбао (河包镇), Гучан (古昌镇), Уцзя (吴家镇), Гуаньшэн (观胜镇), Тунгу (铜鼓镇), Цинлю (清流镇), Паньлун (盘龙镇), Юаньцзюэ (远觉镇), Циншэн (清升镇), Жунлун (荣隆镇), Лунцзи (龙集镇).

## Экономика
Жунчан славится производством ткани рами, которую ткут из китайской крапивы. Рами из Жунчана экспортируется в Японию, Южную Корею и страны Юго-Восточной Азии.